# Station Schin op Geul
Station Schin op Geul is het spoorwegstation van Schin op Geul. Het station heeft een stationsgebouw dat stamt uit 1913, en is een voorbeeld van een vorkstation.
Het station heeft een zeer beperkt aantal voorzieningen. Er is een kaartautomaat aanwezig, een onbewaakte fietsenstalling en parkeerplaatsen voor auto's. In het stationsgebouw zijn enkele wachtruimten. Tegenwoordig is in het stationsgebouw een restaurant gevestigd. Het gebouw is een rijksmonument.
Vlak achter het station was vroeger de Kalkoven Kroongroeve gelegen.

## ZLSM
De verbinding vanaf spoor 3 met de spoorlijn van en naar Maastricht werd in 1992 door de NS verbroken na de sluiting van het baanvak richting Simpelveld. De Zuid-Limburgse Stoomtrein Maatschappij, die 1995 een museumdienst startte, had de wens om de exploitatie van Kerkrade Centrum naar Schin op Geul te verlengen naar Valkenburg. Deze wens ging op 21 januari 2007 in vervulling en ProRail herstelde de aansluiting. Door deze herstelling is station Schin op Geul weer een echt vorkstation. De ZLSM rijdt vanaf april 2007 door naar station Valkenburg.
Het station heeft in totaal vier sporen. Anders dan in Kesteren (een ander vorkstation), zijn de sporen met de ingebruikname van het spoor naar Heerlen omgenummerd. Wat nu spoor 3 is, was vroeger spoor 2 en wat vroeger spoor 1 was, is thans spoor 4 en wordt zelden gebruikt als perron. Hier stopten vroeger de treinen van en naar Kerkrade via Simpelveld. De huidige situatie is:
- Spoor 1: Stoptrein van Arriva naar Kerkrade Centrum
- Spoor 2: Stoptrein van Arriva naar Maastricht en Maastricht Randwyck
- Spoor 3: Museumtrein van ZLSM naar station Valkenburg en Simpelveld.
- Spoor 4: Rangeerspoor museumtrein ZLSM.

## Treinverbindingen
De volgende treinseries halteren in de dienstregeling 2025 te Schin op Geul:
| Serie       | Treinsoort         | Route | Bijzonderheden |
| ----------- | ------------------ | --- | -------------- |
| 32000 RS 18 | Stoptrein (Arriva) | Maastricht Randwyck – Maastricht – Schin op Geul – Heerlen – Landgraaf – Eygelshoven – Chevremont – Kerkrade Centrum |                |
| 32900       | Stoomtrein (ZLSM)  | Simpelveld – Schin op Geul                                                                                           |                |

Na middernacht rijden de laatste twee treinen richting Kerkrade Centrum niet verder dan Heerlen.
Tevens stoppen er op rijdagen van de ZLSM treinen naar Station Valkenburg en richting Simpelveld.

## Afbeeldingen

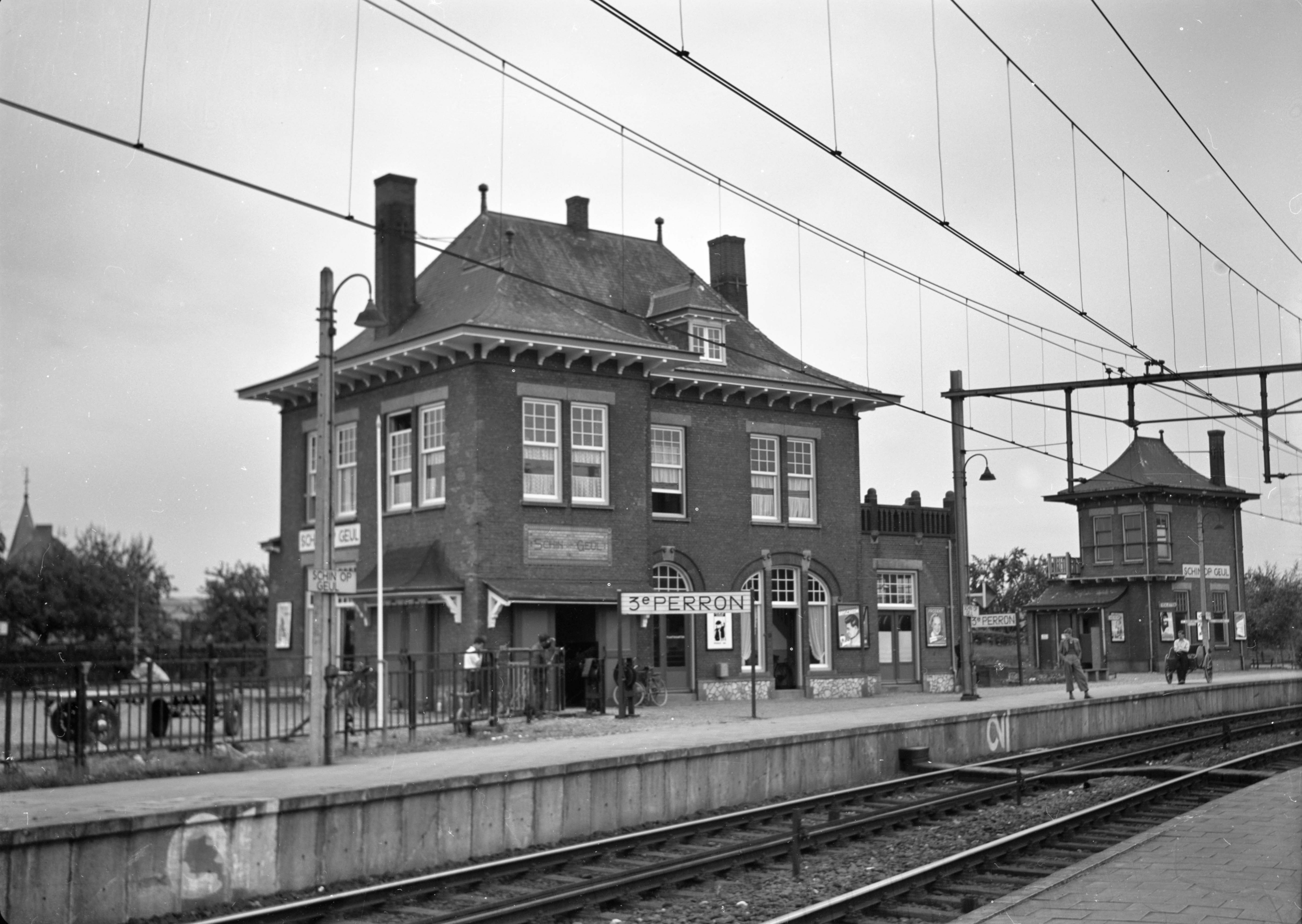
Het station in 1954, met het seinhuis
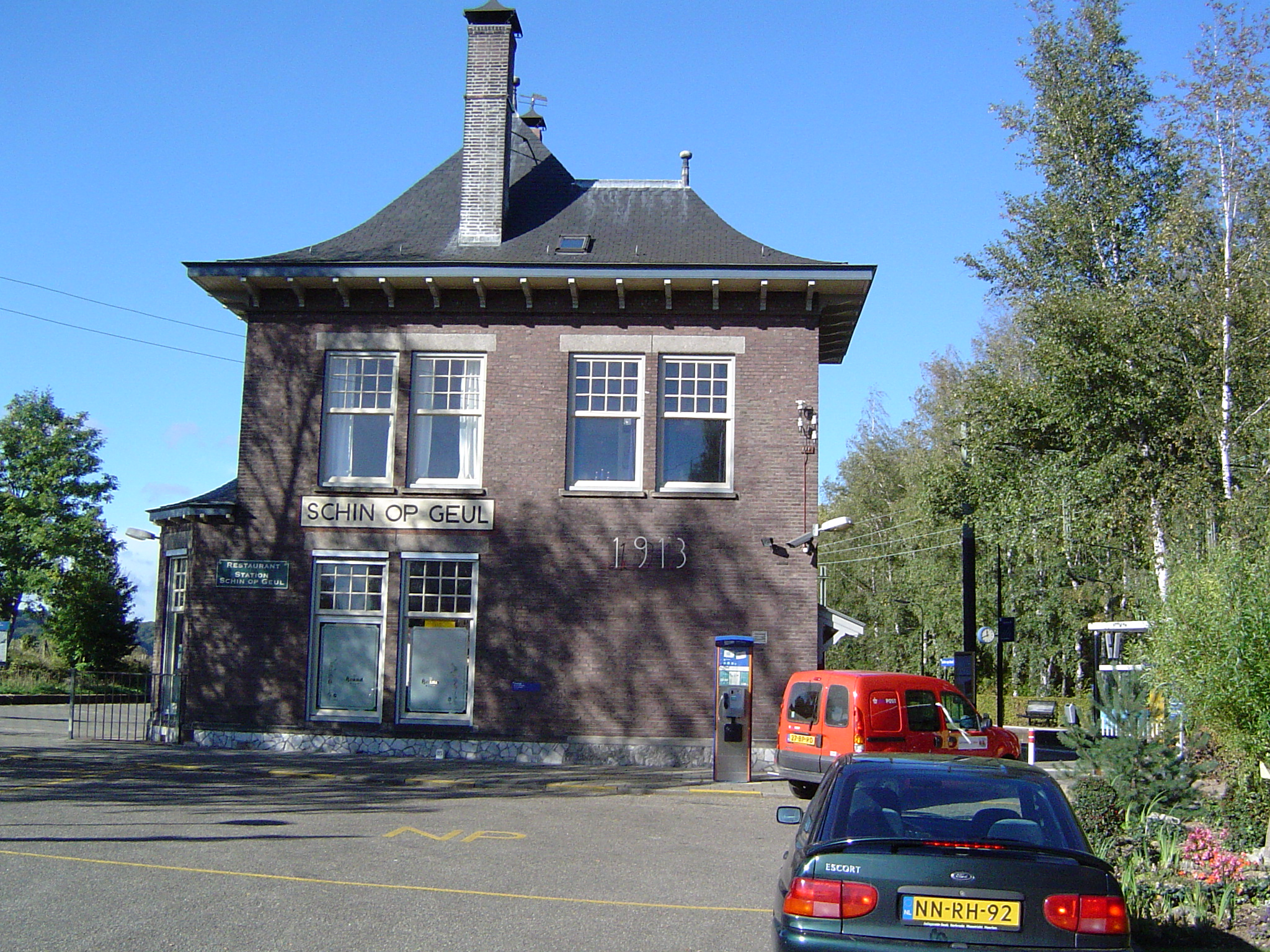
Zijaanzicht van het station
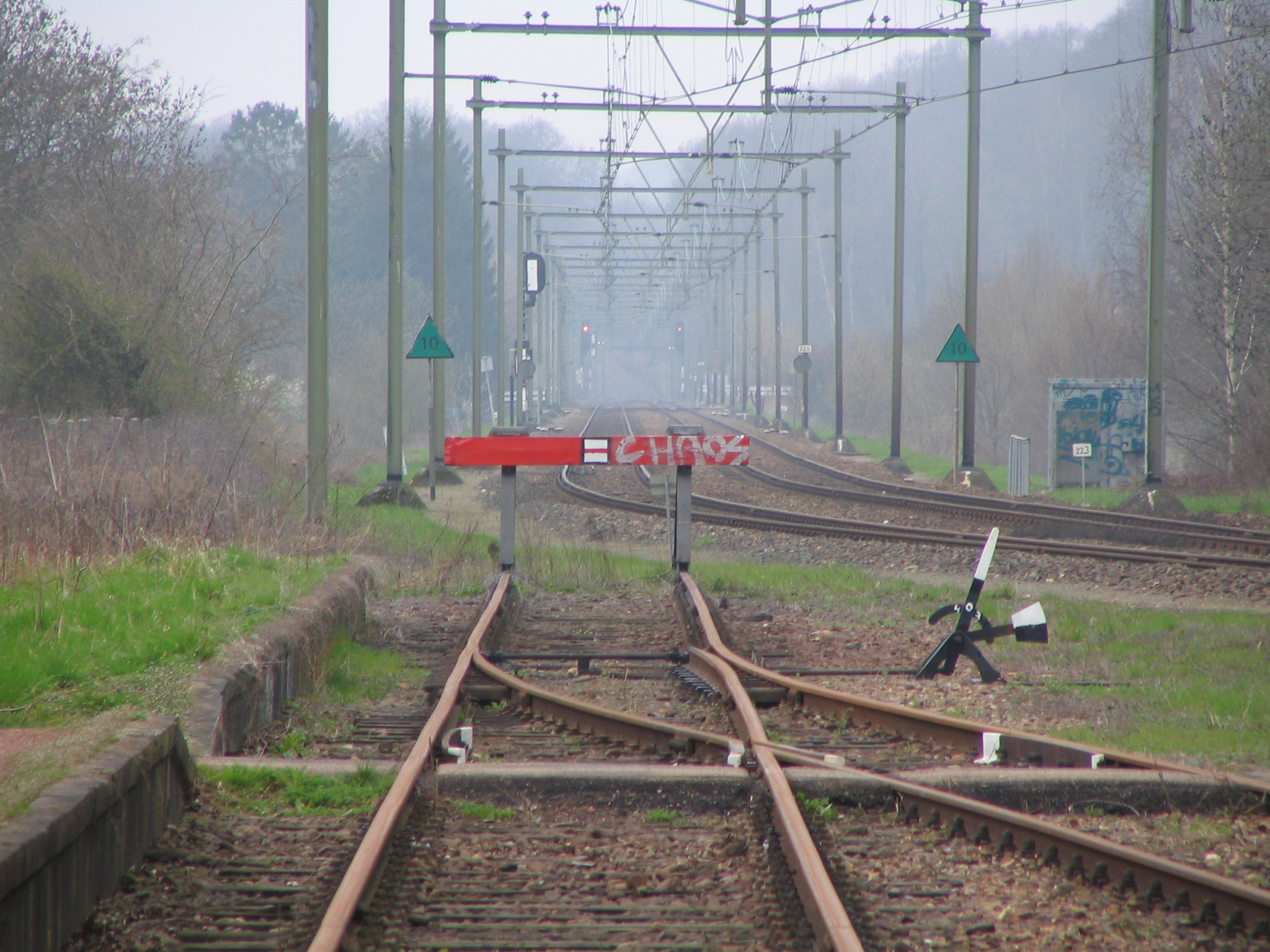
Van 1992 tot 2007 onderbroken aansluiting van de ZLSM spoorlijn in de richting Valkenburg
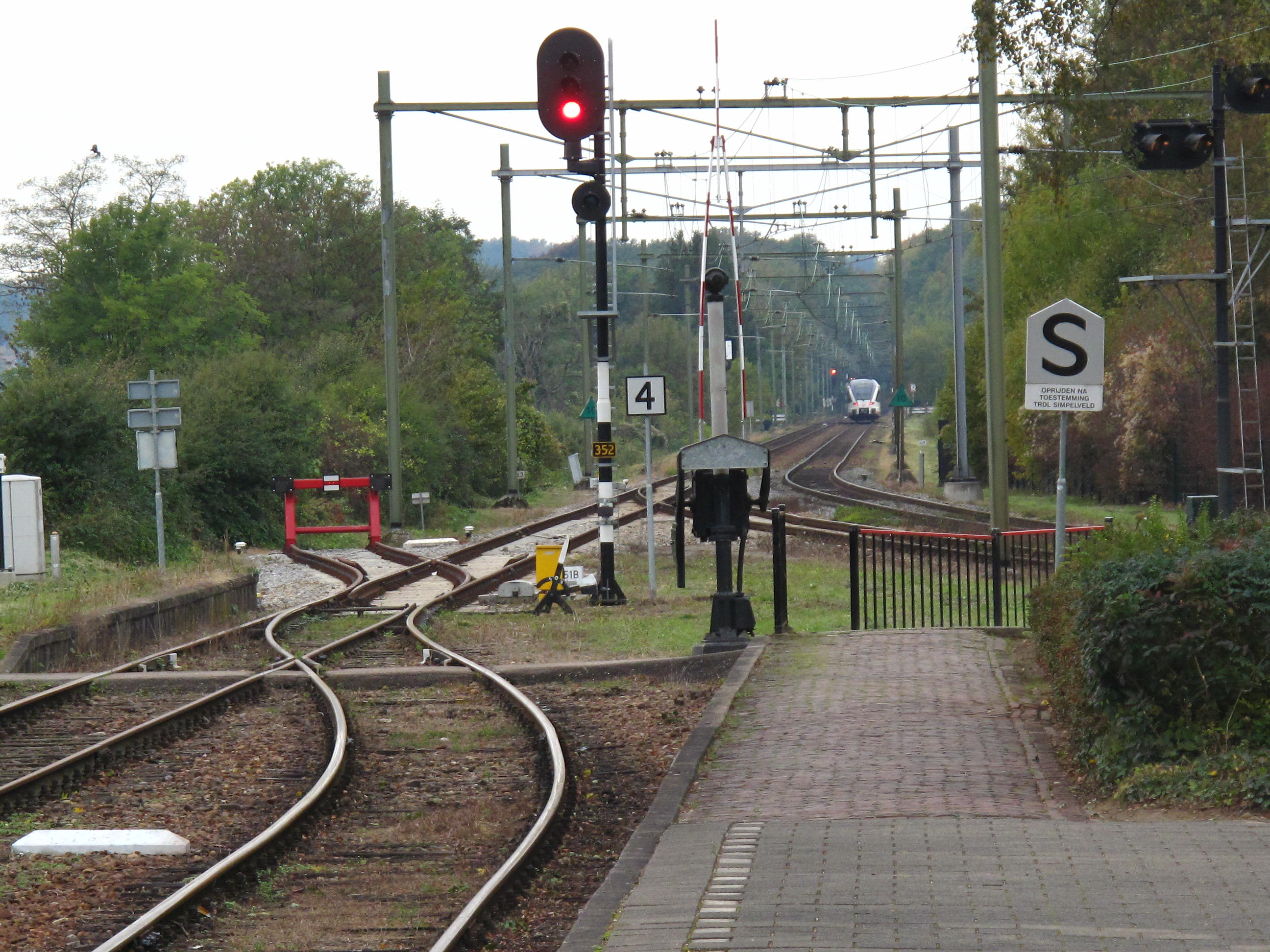
Wissel Station Schin op Geul (2010)
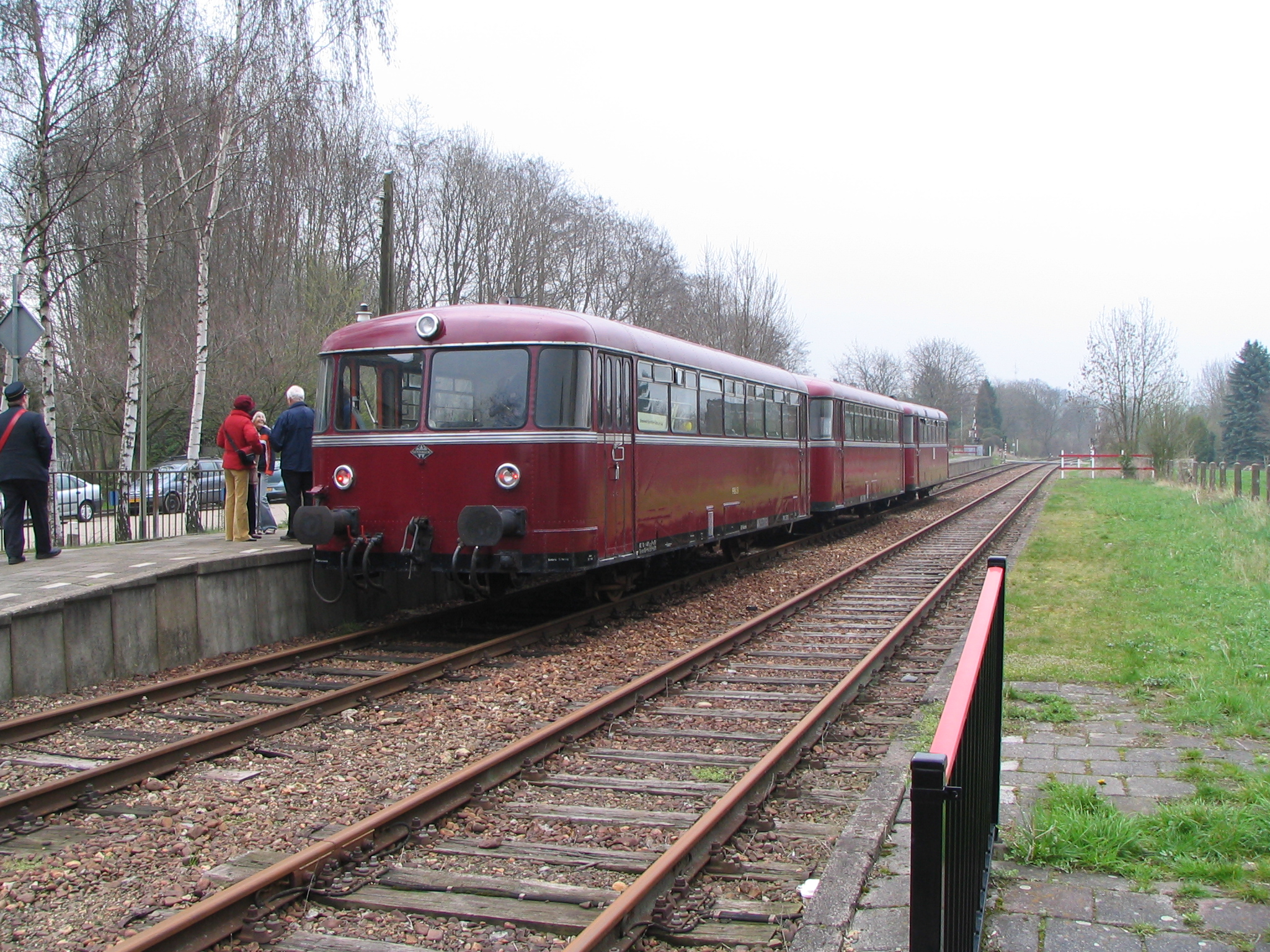
"Schienenbus" van de ZLSM op station Schin op Geul, met overwoekerd voormalig perron van spoor 4
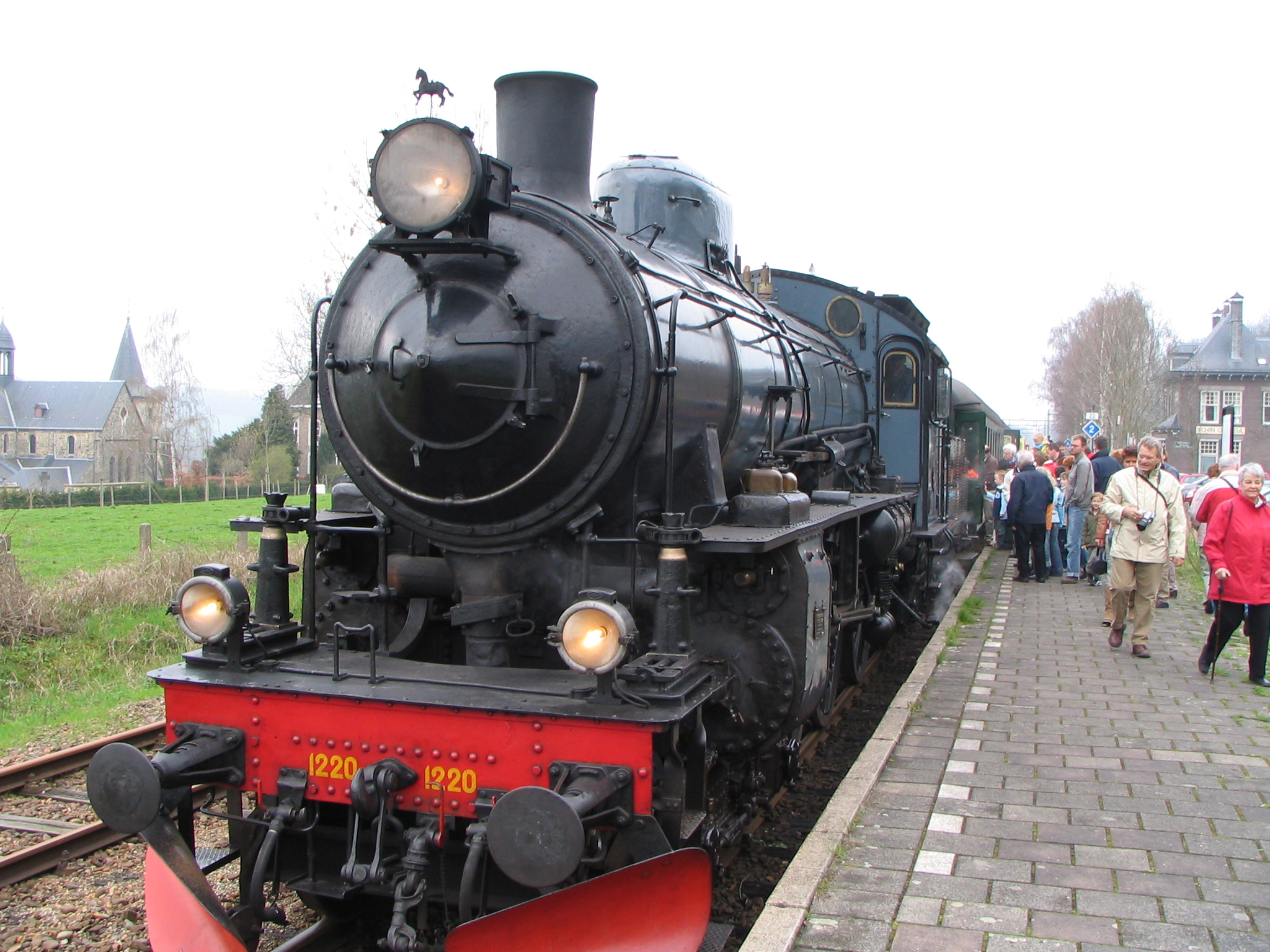
ZLSM stoomtrein op station Schin op Geul
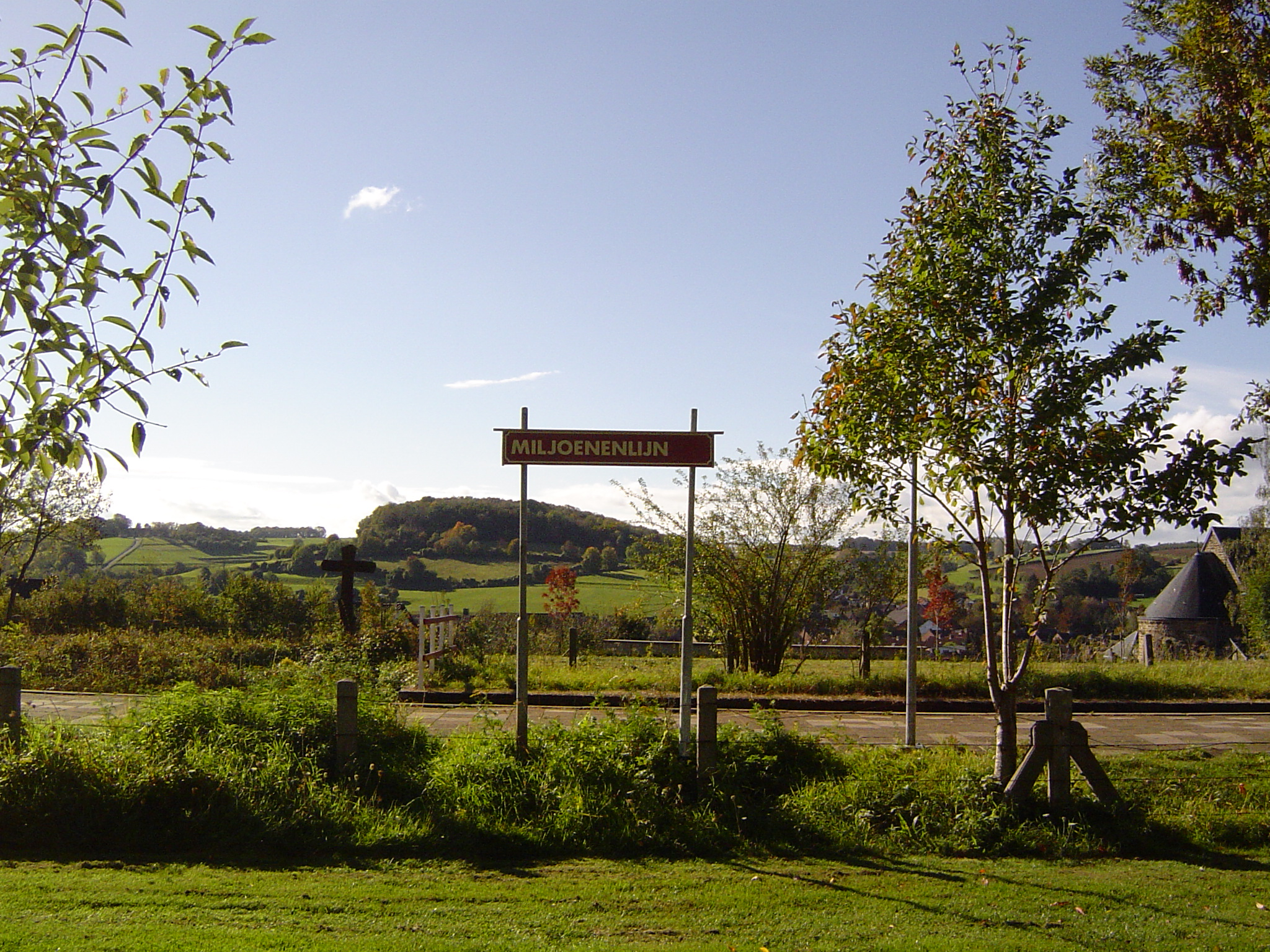
Uitzicht op Schin op Geul vanaf het perron
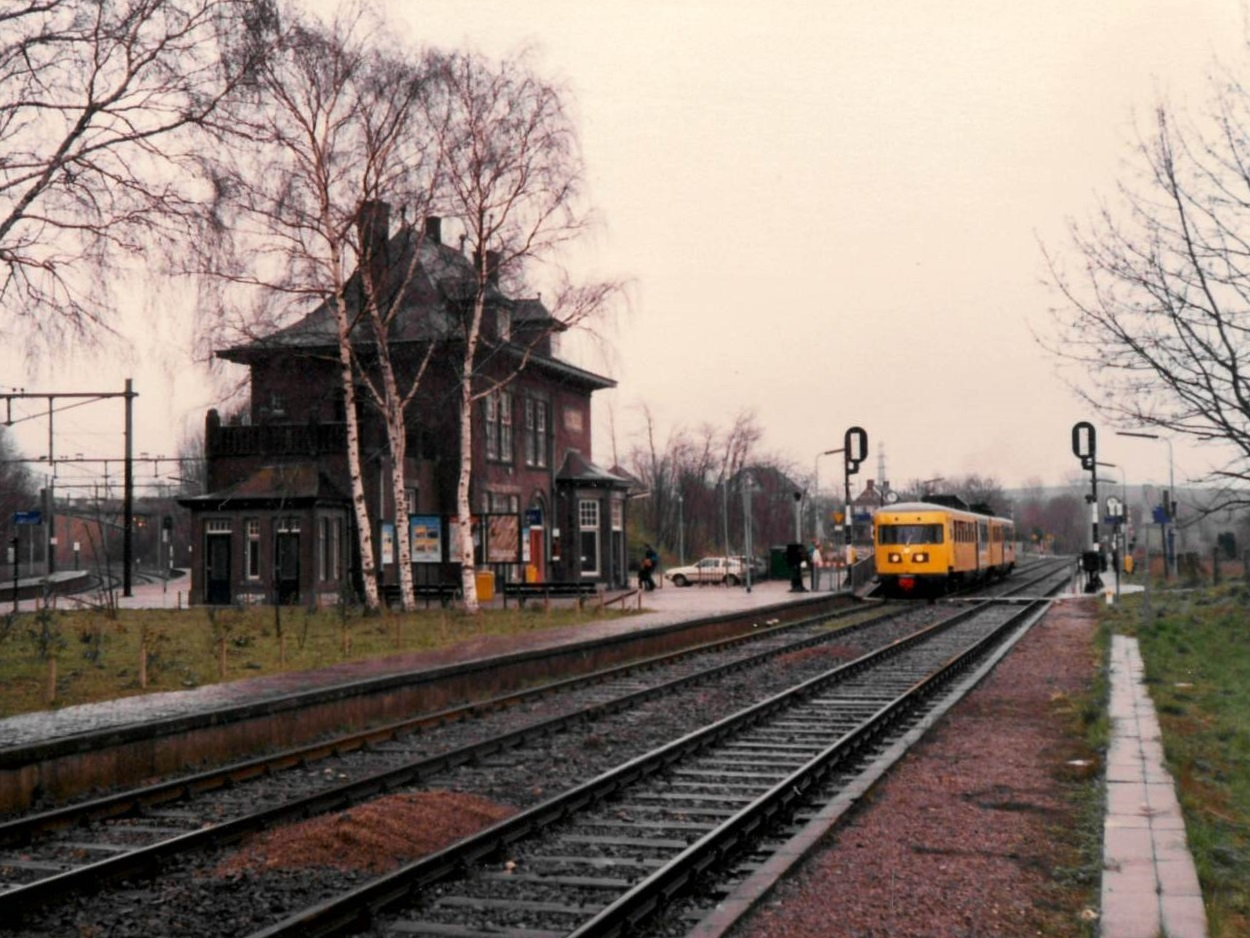
Station Schin op Geul in 1988
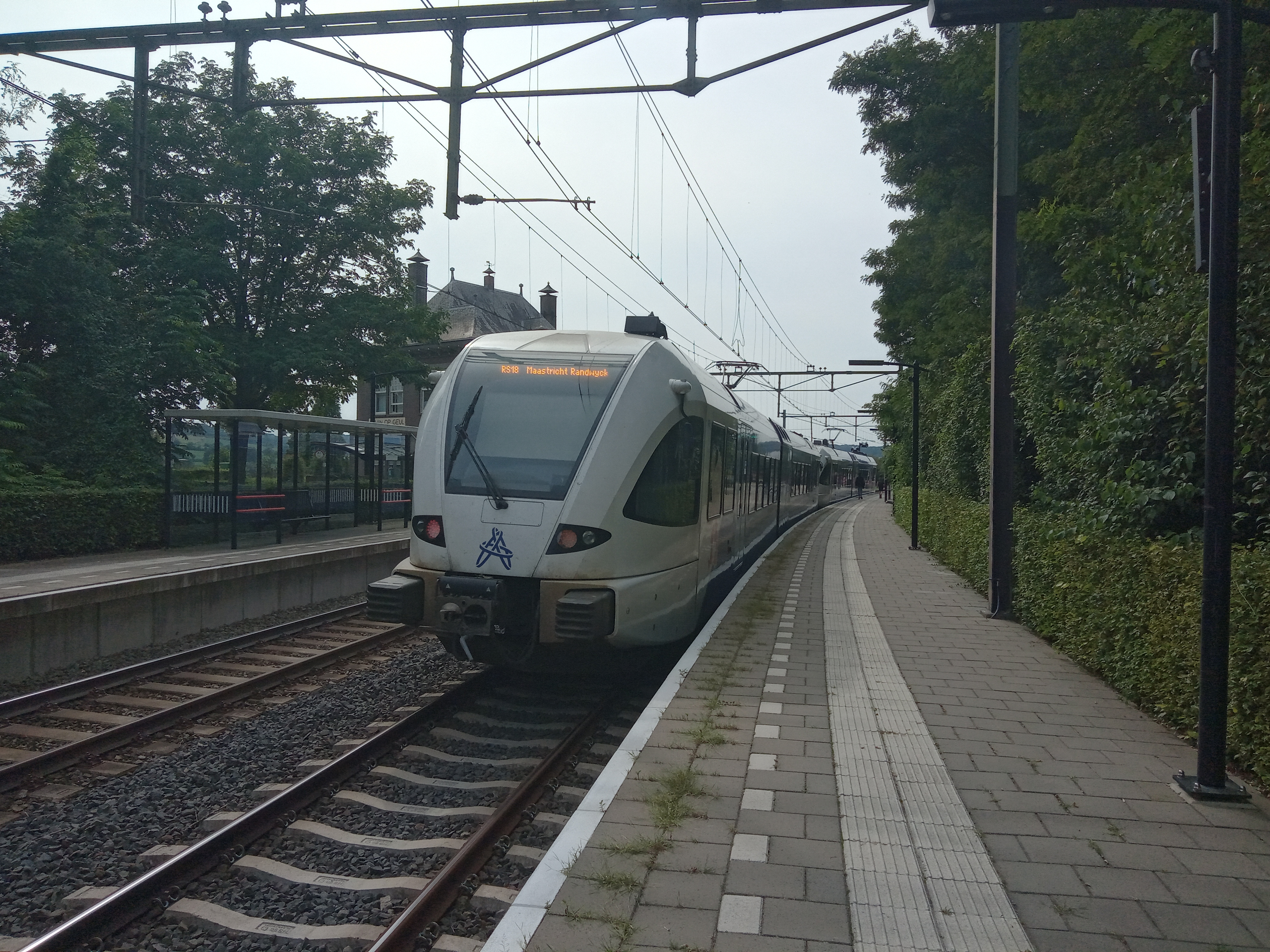
Arriva GTW op het station
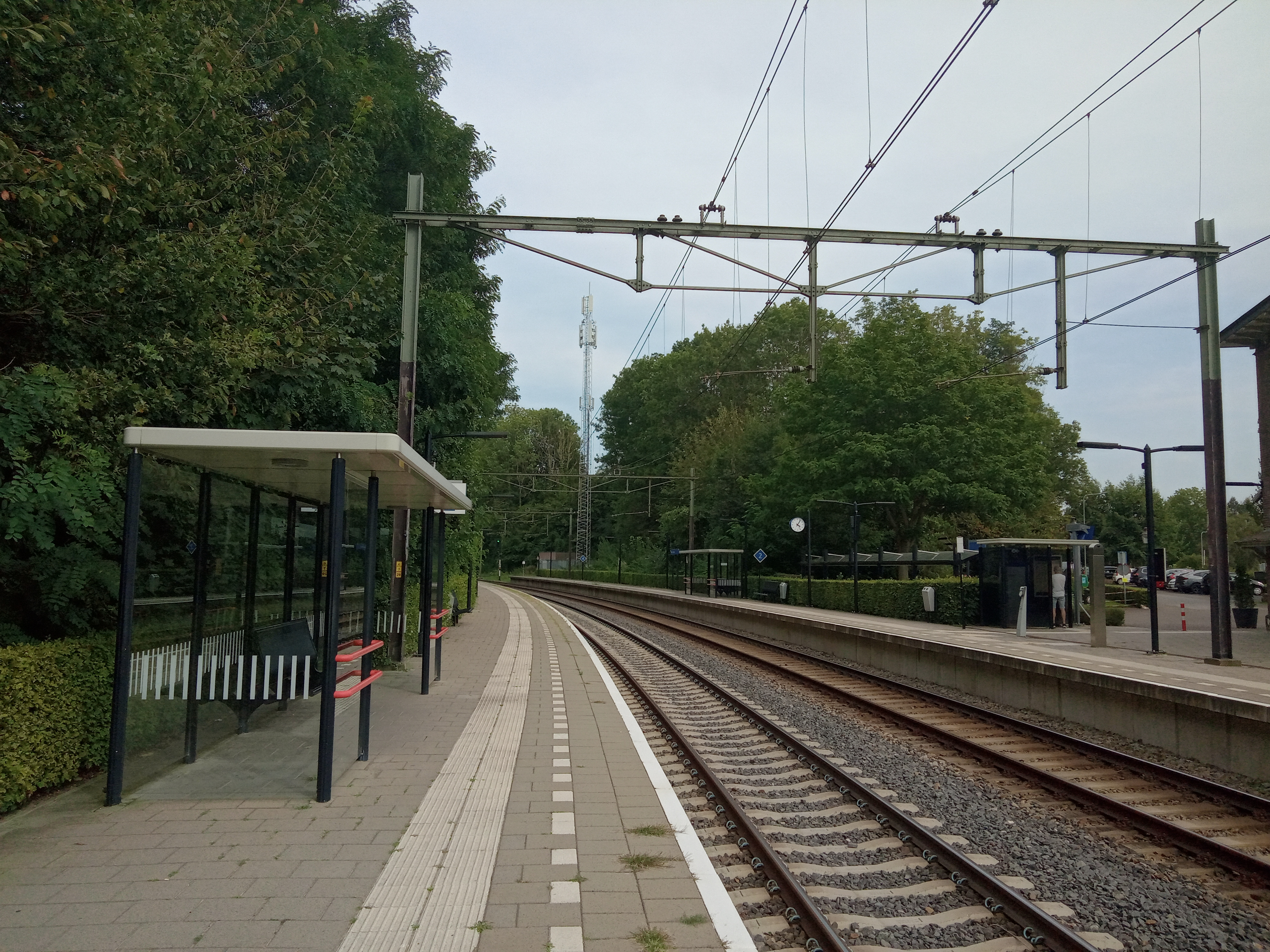
De perrons
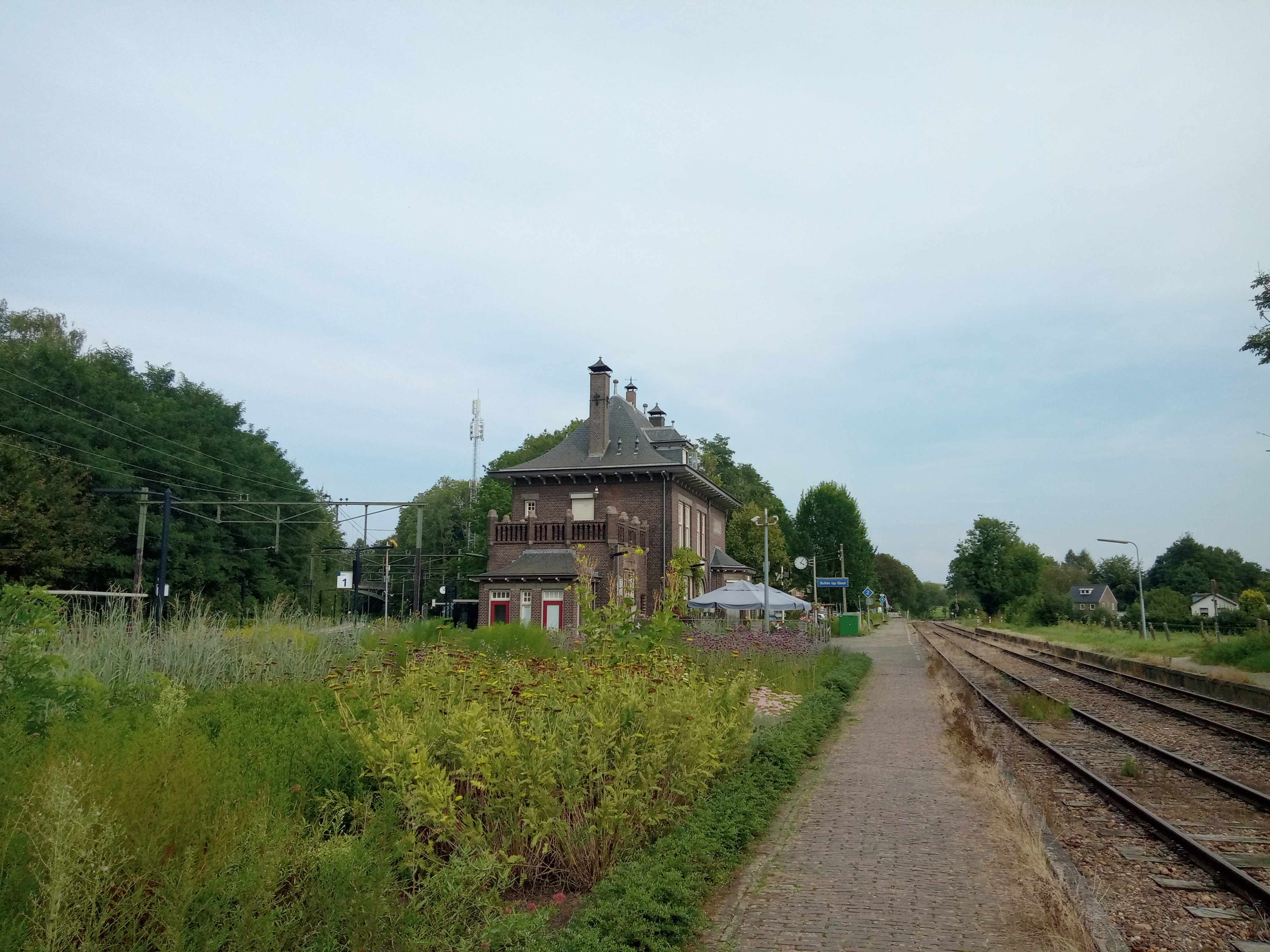
Stationsgebouw in de 'vork'

0: Heerlen ·
Heerlen Woonboulevard ·
2: Voerendaal ·
6: Klimmen-Ransdaal ·
8: Schin op Geul
Richterich ·
Vetschau ·
9: Bocholtz ·
13: Simpelveld ·
Over-Eijs ·
16: Eys-Wittem ·
19: Wijlre-Gulpen ·
22: Schin op Geul ·
Oud Valkenburg ·
25: Valkenburg ·
28: Houthem-Sint Gerlach ·
Vroenhof ·
31: Meerssen ·
Rothem ·
Vaeshartelt ·
Mariënwaard ·
34: Maastricht Noord ·
Limmel ·
37: Maastricht
Beek-Elsloo ·
Blerick · 
Bunde · 
Chevremont · 
Echt ·
Eijsden ·
Eygelshoven ·
-Markt · 
Geleen:
-Lutterade · 
-Oost · 
Heerlen ·
-Woonboulevard ·
Hoensbroek · 
Horst-Sevenum · 
Houthem-Sint Gerlach · 
Kerkrade Centrum ·
Klimmen-Ransdaal · 
Landgraaf · 
Maastricht ·
-Noord · 
-Randwyck · 
Meerssen ·
Mook-Molenhoek ·
Nuth · 
Reuver · 
Roermond ·
Schin op Geul · 
Schinnen · 
Sittard · 
Spaubeek · 
Susteren · 
Swalmen · 
Tegelen · 
Valkenburg · 
Venlo · 
Venray ·
Voerendaal · 
Weert
Voormalige stations: zie de lijst van voormalige spoorwegstations in Limburg (Nederland)